# Knjaževac
Knjaževac je grad u istočnoj Srbiji i sjedište istoimene općine.

## Povijest
Knajževac je naseljen još u davna vremena o čemu svjedoče i naselja u Baranjici, Dubravi, Škodrinom polju i dr. U Gabrovnici se mogu naći pećinski crteži iz tog vremena i mnogi drugi arheološki nalazi. U antičko vrijeme na ovom području nalazila se rimska provincija Mezija u kojoj su živjeli Tračani, Dardanci, Mezi, Tribali i Timahi. Iz tog razdoblja na ovom području mogu se pronaći ostaci utvrđenja Timacum minus i Timacum maius. U Srednjem vijeku na ovom području podignuta se naselja Ravna, Koželj i Gurgusovac. U potonjem se nalazila Gurgusovačka kula (Srpska bastija) poznata kao zloglasni zatvor koji je knjaz Miloš Obrenović dao zapaliti. 1859. je njemu u čast promijenjeno ime grada u Knjaževac.

## Geografski položaj
Knjaževac se nalazi u istočnom dijelu Srbije, u blizini granice s Bugarskom. Općina zauzima 1.202 km² i četvrta je po veličini u Srbiji, a ulazi u sastav Timočke krajine i njen je najjužniji grad.

## Stanovništvo
Po popisu stanovništva iz 2002. godine u Knjaževcu živi 19.705 stanovnika, a u čitavoj općini u kojoj se osim Knjaževca nalazi još 85 naselja ima 37.172 stanovnika.

## Gospodarstvo
Najzastupljenije gospodarske grane su strojarska industrija, kao i industrija namještaja i tekstila. U Knjaževcu se uzgaja i vinova loza, višnja, šljiva i kupina.

## Promet
Knjaževac je s drugim gradovima povezan cestovno i željeznički. Udaljenost od drugih gradova:
- Beograd 280 km
- Zaječar 40 km
- Niš 60 km
- Prahovo - Dunav 110 km
- Sokobanja 41 km
- Pirot 64 km
- Sofija 147 km

## Sport
Od istaknutijih sportskih društava u Knajževcu djeluju sljedeći sportski klubovi:
- FK Timočanin Knjaževac, nogometni klub
- ŽRK Knjaževac, ženski rukometni klub
- KK Knjaževac, košarkaški klub
- SK Midžor, skijaški klub

## Vanjske poveznice
- Službene stranice  Arhivirana inačica izvorne stranice od 29. ožujka 2007. (Wayback Machine)